# Marie Pavlenko
Pour les articles homonymes, voir Pavlenko.
Œuvres principales
- Rita
- Et le désert disparaîtra
- Un si petit oiseau
- Je suis ton soleil
- La main rivière
- Traverser les montagnes, et venir naître ici

Marie Pavlenko, née en 1974 à Lille, est une écrivaine et poètesse française, autrice d'ouvrages de littérature d'enfance et de jeunesse, de littérature générale et de poésie. Ses livres sont traduits dans une douzaine de langues.

## Biographie
Marie Pavlenko obtient un master de lettres modernes à l'Université Sorbonne-Nouvelle. Elle poursuit ses études à l'école supérieure de journalisme de Lille. Elle s'installe à Paris après avoir vécu un an en Jordanie. Elle exerce le métier de journaliste pendant 15 ans.
En 2009, elle se met à écrire des ouvrages de fantasy, genre littéraire qu'elle affectionne depuis l'âge de dix ans.
En 2011, elle publie le Livre de Saskia, une trilogie à destination des adolescents.
Le roman La Fille-sortilège sort en 2013.
En 2019, elle publie Un si petit oiseau, l'histoire d'Abigail, future vétérinaire qui à la suite d'un accident se retrouve amputée d'un bras et doit recomposer sa vie. La même année, elle reçoit le prix Babelio Jeune adulte et le prix 15/17 à la Foire du livre de Brive.
Avec le roman Et le désert disparaîtra (2020), et sa nouvelle parue dans le recueil collectif Elle est le vent furieux (2021), Marie Pavlenko revient sur ce thème de la nature qui irrigue beaucoup de ses œuvres,. Dans son roman publié en 2024,  Traverser les montagnes, et venir naître ici, la nature, et plus précisément la montagne (le Mercantour), est également très présente, de même que dans le recueil de poésie publié cette même année 2024 : La main rivière,.

## Publications

### Littérature jeunesse
- Je suis ton soleil, Flammarion Jeunesse, 2017, 466 p.  (ISBN 978-2-08-139662-3)
- Un si petit oiseau, Flammarion Jeunesse, 2019, 400 p.  (ISBN 9782081396623)
- La Fille-sortilège, Le Pré aux Clercs, coll. « Pandore », 2013, 431 p.  (ISBN 978-2-84228-500-5)Prix Elbakin 2013 du meilleur roman fantasy Jeunesse français
- Et le désert disparaîtra, Flammarion Jeunesse, 2020, 240 p.  (ISBN 978-2-08-149561-6)
- Elle est le vent furieux, Flammarion Jeunesse, 2021, 308 p.  (ISBN 978-2-08-023394-3). Nouvelles, avec Sophie Adriansen, Marie Alhinho, Coline Pierré, Cindy Van Wilder, Flore Vesco
- Un été avec Albert, Flammarion Jeunesse, 2021, 211 p.  (ISBN 978-2-08-023418-6)
- Rita, Flammarion Jeunesse, 2023, 400 p.  (ISBN 978-2-08-043013-7)

#### Zombies zarbis
1. Panique au cimetière !, Flammarion jeunesse, Carole Trébor (co-autrice), Marc Lizano (illus), 2018, 210 p.  (ISBN 9782081431157)
2. Rien ne va plus !, Flammarion jeunesse, Carole Trébor (co-autrice), Marc Lizano (illus), 2018, 232 p.  (ISBN 9782081431140)
3. Un pour tous, tous pour eux !, Flammarion jeunesse, Carole Trébor (co-autrice), Marc Lizano (illus), 2019, 240 p.  (ISBN 9782081449404)

#### Marjane
1. La Crypte, Pocket Jeunesse, 2015, 381 p.  (ISBN 978-2-266-25131-0)
2. Le Serment, Pocket Jeunesse, 2016  (ISBN 978-2-266-26752-6)

#### Le Livre de Saskia
1. Le Réveil, Scrineo jeunesse, 2011, 375 p.  (ISBN 978-2-919755-03-5)Prix Oriande 2012
2. L’Épreuve, Scrineo jeunesse, 2012, 405 p.  (ISBN 978-2-919755-11-0)
3. Enkidare, Scrineo jeunesse, 2013, 485 p.  (ISBN 978-2-36740-076-1)

#### We are family
1. Ils étaient deux petits hommes, Delcourt, 2013, 47 p.  (ISBN 978-2-7560-3358-7)Dessin et couleur par Teresa Valero. Prix première bulle du Festival Angers-BD

### Adulte

#### Bande-dessinée
- Les Envahissants, Le Livre de poche, coll. « Vie pratique », 2011, 192 p.  (ISBN 978-2-253-13180-9)Illustrations par Marie Voyelle

#### Romans
- La Mort est une femme comme les autres, Pygmalion, 2015, 192 p.  (ISBN 978-2-7564-1776-9)
- Bientôt minuit, Flammarion, 2021, 288 p.  (ISBN 978-2-08-020855-2)
- Traverser les montagnes, et venir naître ici, Les Escales, 2024, 352 p.  (ISBN 978-2-3656-9807-8)

#### Poésie
- La main rivière, Éditions Bruno Doucey, 2024, 220 p.  (ISBN 978-2-36229-461-7)

## Récompenses et distinctions
- Prix Oriande du Meilleur roman de féérie 2012, pour Saskia[9]
- Prix Première Bulle 2013 au festival Angers BD[10]
- Prix Tatoulu 2018[11] pour Je suis ton soleil
- Prix A-Fictionados 2018 pour Je suis ton soleil[12]
- Prix Babelio Jeune adulte 2019 et prix 15/17 à la Foire du livre de Brive pour Un si petit oiseau[13]
- Grand prix SGDL du roman jeunesse 2020 pour Et le désert disparaîtra[14].
- Prix Libbylit 2020[15] délivré par l' IBBY, catégorie Roman ado, pour Et le désert disparaîtra
- Prix Saint-Exupéry 2020[16], catégorie Roman, pour Et le désert disparaîtra